# Grotrian-Steinweg

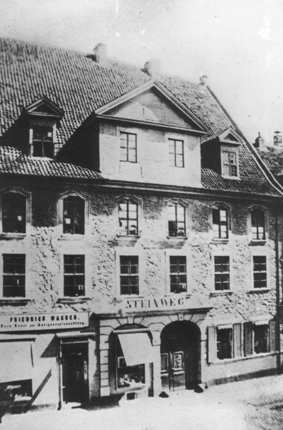
Grotrian-Steinweg Stammhaus am Bohlweg 48 (1880)

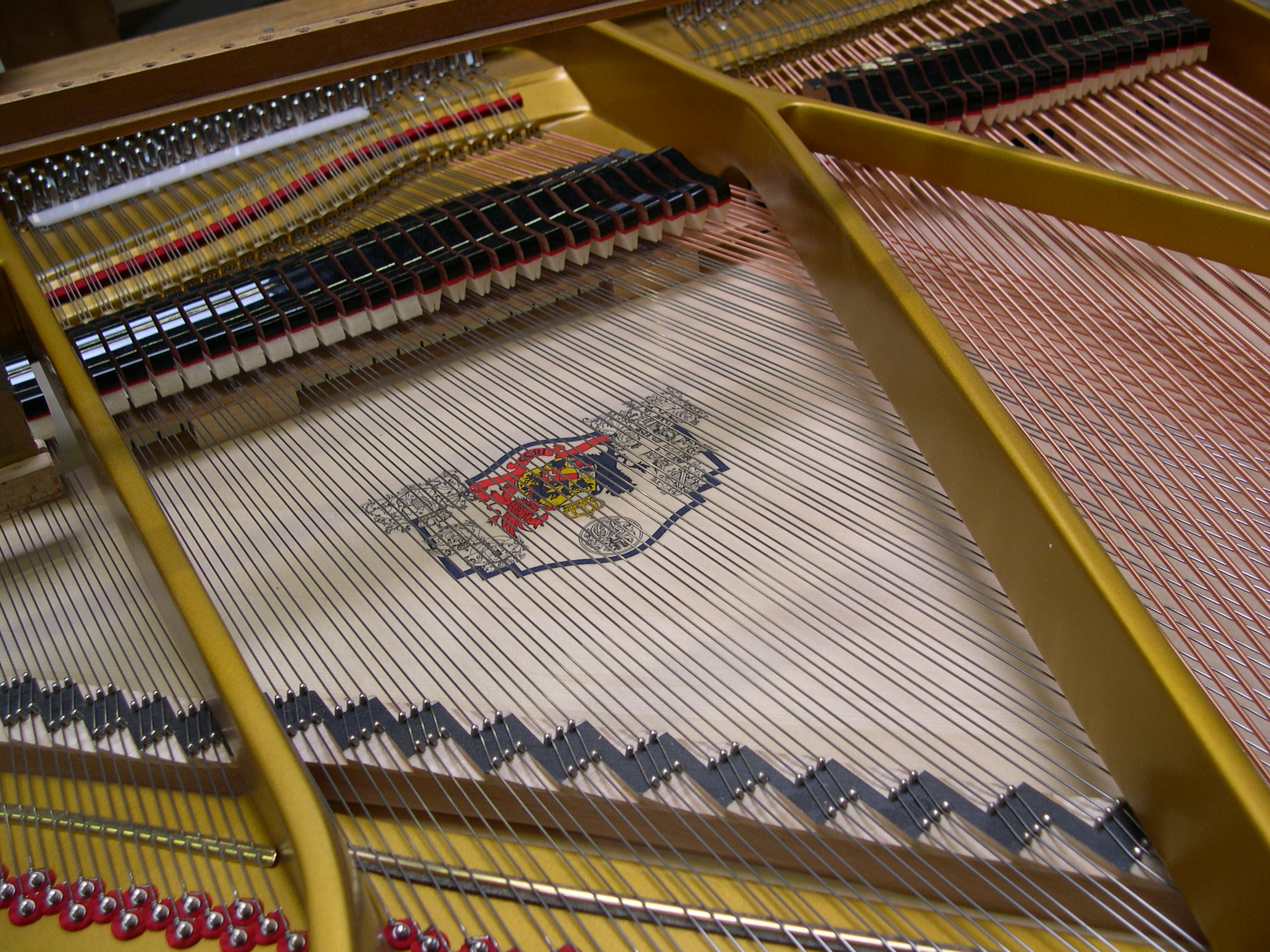
Innenansicht eines Flügels des Unternehmens Grotrian-Steinweg mit den Wappen auf dem Resonanzboden

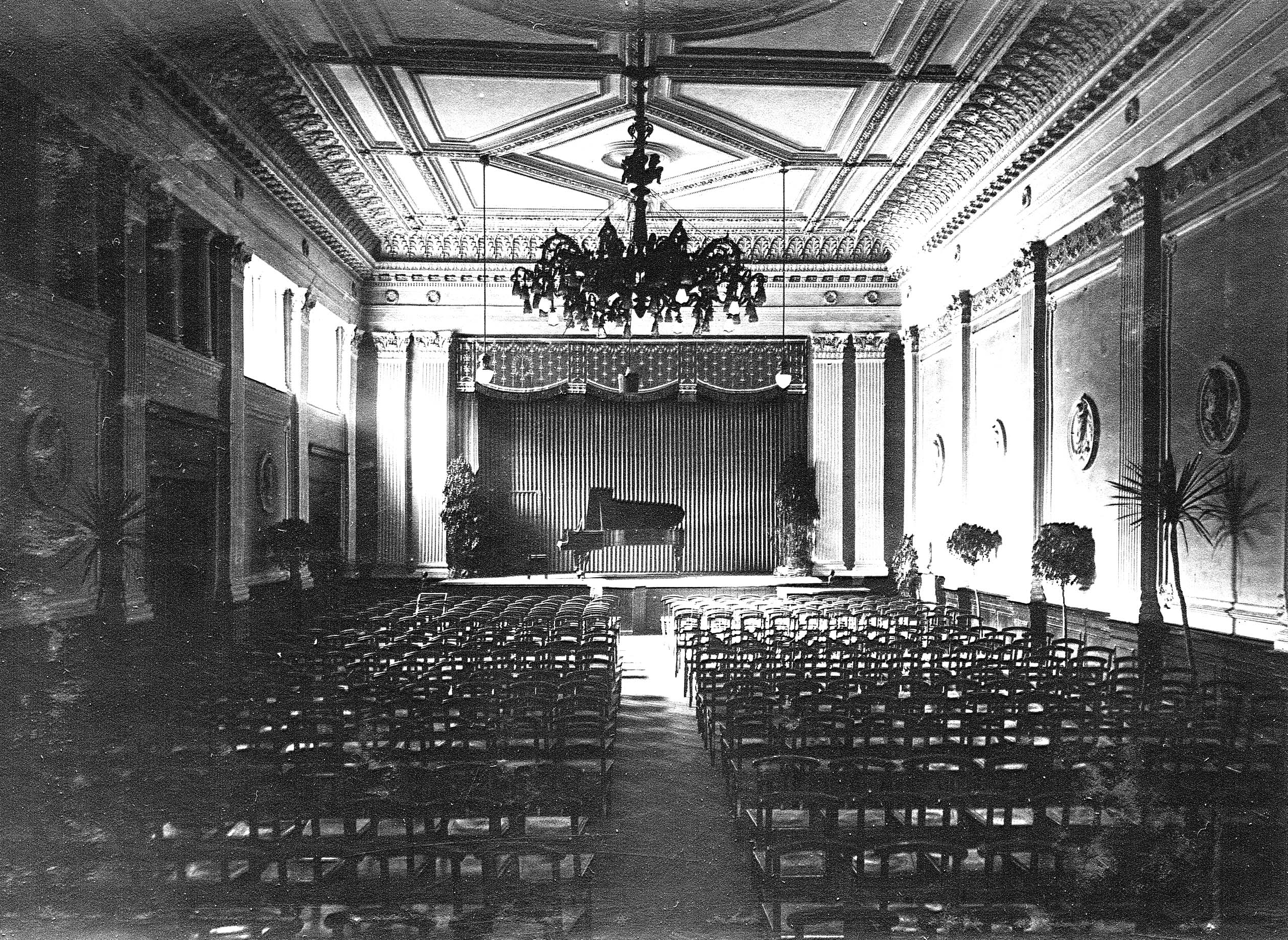
Innenansicht des ehemaligen Grotrian-Steinweg Konzertsaales in Braunschweig (1900)

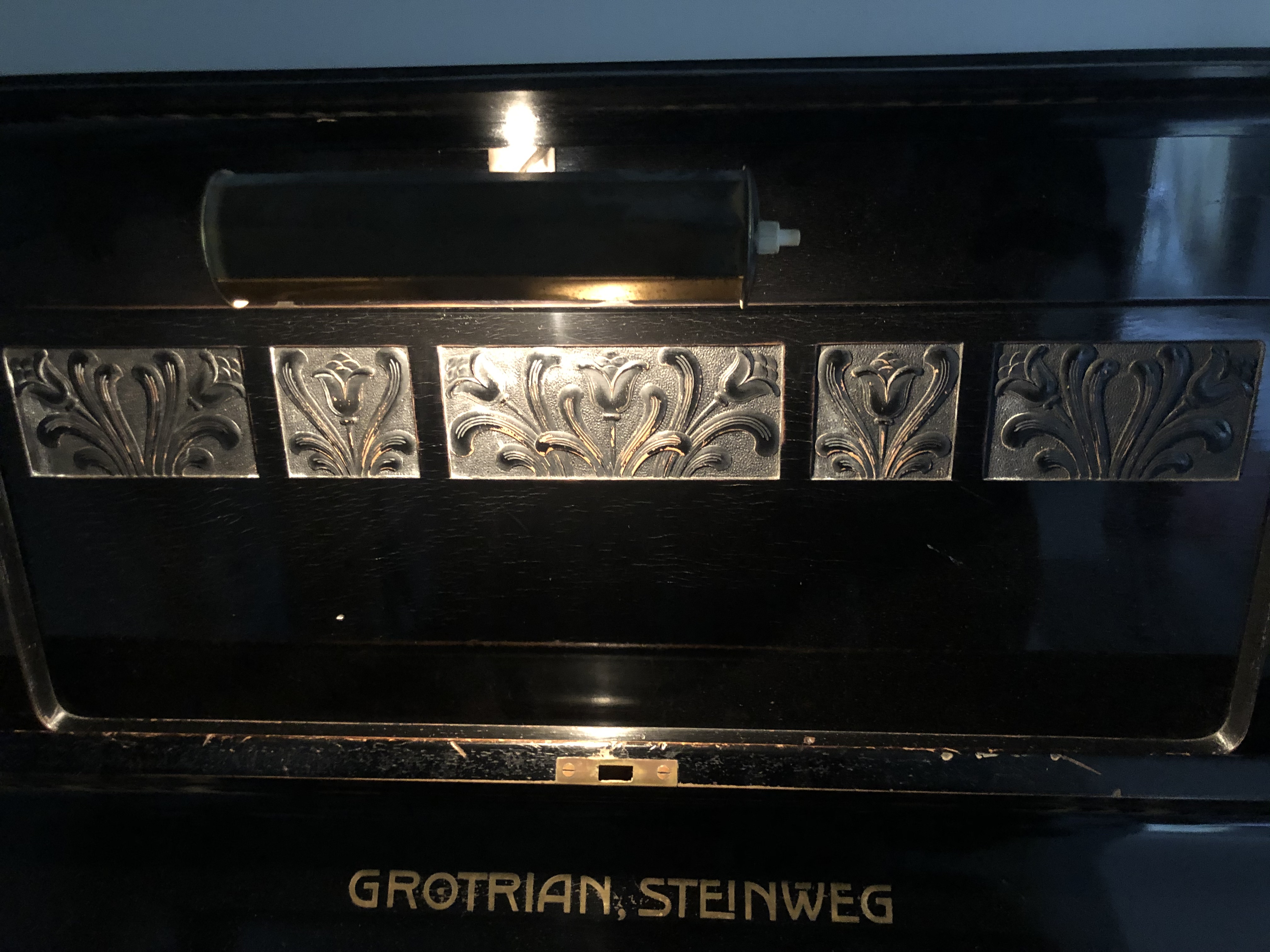
Jugendstilschriftzug auf einem Model III/135 von 1914

Die Grotrian-Steinweg Pianofortefabrik ist ein Hersteller von Klavieren und Flügeln mit Unternehmenssitz in Braunschweig.
Das Unternehmen wurde 1835 von Heinrich Engelhard Steinweg in Seesen gegründet. Es zählt somit zu den ältesten Pianofortefabriken der Welt und war bis zur Übernahme durch die Parsons Music Group im Jahr 2015 im Besitz der Familie Grotrian-Steinweg.

## Geschichte

### Unternehmensgründung und Entwicklungen bis 1931
Friedrich Grotrian, geboren 1803 in Schöningen bei Braunschweig, war der Begründer der Klavierbautradition der Familie Grotrian-Steinweg. 1830 eröffnete er in Moskau eine Musikalienhandlung, in der auch Klaviere aus eigener Produktion zum Verkauf angeboten wurden. Als ihm ein Onkel eine bedeutende Erbschaft hinterließ, die es zu verwalten galt, kehrte er 1856 nach 25 Jahren als wohlhabender Geschäftsmann in die Heimat zurück.
Hier lernte er Theodor Steinweg kennen. Dieser führte eine Pianomanufaktur in Wolfenbüttel. Sie war 1835 von seinem Vater Heinrich Steinweg in Seesen gegründet worden. Heinrich Steinweg wanderte 1851 in die USA aus und gründete 1853 als Henry E. Steinway in New York die Firma Steinway & Sons. In das Wolfenbüttler Unternehmen trat Grotrian 1858 als Teilhaber ein. Kurz darauf erwarben die beiden neuen Partner ein Patrizierhaus am Bohlweg 48 in Braunschweig und verlegten das Unternehmen dorthin. Die Belegschaft stieg rasch auf 25 Meister und Gesellen.
1860 starb Friedrich Grotrian. Sein Sohn Wilhelm, damals noch unmündig, konnte in das Unternehmen erst eintreten, als auch Theodor Steinweg 1865 seine Anteile verkaufte und ebenfalls nach New York übersiedelte. Unter der Firma „C. F. Th. Steinweg Nachf.“ wurde das Unternehmen für Grotrian, Helfferich und Schulz im Handelsregister eingetragen und baute zunächst die Steinwegschen Pianoforte weiter. Mehr als ein halbes Jahrhundert später – inzwischen hatte man mit den Steinways manche Rechtsstreitigkeit ausfechten müssen – nahm man den Namen Grotrian-Steinweg an. Zu Beginn des 20. Jahrhunderts war auch die Schreibweise Grotrian, Steinweg im Gebrauch; auf den Instrumenten in einer Jugendstil-typischen Schrift.
Als Wilhelm Grotrian 1895 seine beiden Söhne Kurt und Willi als Teilhaber in das Unternehmen aufnahm, prägte er den Grundsatz des Unternehmens: „Jungens, baut gute Klaviere, dann kommt alles andere von selbst.“ Zu dieser Zeit ernannten viele Königs- und Fürstenhäuser das Haus Grotrian-Steinweg zu ihrem Hoflieferanten und gestatteten den Pianofortefabrikanten, ihr Wappen zur Erhöhung der Reputation einzusetzen. Noch heute findet man einige dieser Wappen als Verzierung auf dem Resonanzboden der neu produzierten Instrumente von Grotrian-Steinweg. Bis 1913 stieg die Belegschaft auf 550 Mitarbeiter und nach dem Ersten Weltkrieg auf 1000. Die Jahresproduktion betrug in dem genannten Zeitraum 1600 Instrumente. Es wurden hauseigene Zweigstellen in Hannover, Berlin, Königsberg, Düsseldorf und Leipzig eröffnet und mit Vertretern besetzt. Zu dieser Zeit gab es in Leipzig auch ein Grotrian-Steinweg-Orchester, das unter der Leitung von Hermann Scherchen große Bedeutung erlangte.
Der Erste Weltkrieg unterbrach den Aufstieg des Unternehmens, Kurt Grotrian rückte sofort ins Feld und geriet bald darauf in Gefangenschaft. Willi Grotrian versuchte den Betrieb in bescheidenem Umfang fortzuführen, aber Aufträge waren nicht zu erlangen, ebenso fehlten Mitarbeiter und Rohstoffe. Das Unternehmen konnte gleich nach Kriegsende die Produktion wieder aufnehmen und dann 1920 in London die „Grotrian-Steinweg Limited“ und 1925 in Delaware (USA) die „Grotrian-Steinweg Company“ errichten. Kurt Grotrian starb an den Folgen eines hartnäckigen Kriegsleidens am 25. Februar 1929 und sein Bruder Willi am 2. Mai 1931.

### Seit 1931

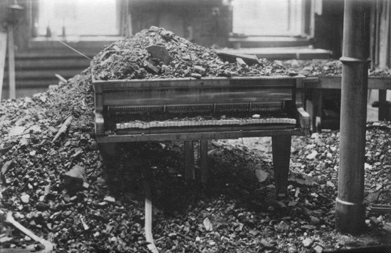
Grotrian-Steinweg Flügel im Trümmerschutt nach einem Fabrikbrand am 29. April 1926

Kurt und Willi Grotrians Erbe übernahmen die Söhne Erwin und Helmut Grotrian-Steinweg, die seit 1928 Teilhaber des Unternehmens waren. Sie mussten während des Zweiten Weltkrieges ihre Fabrik auf Flugzeugbau umstellen. Beim Bombenangriff am 15. Oktober 1944 wurden die gesamten Anlagen sowie das Haus am Bohlweg Opfer des Luftkrieges. Erst 1948 konnte die Fertigung wieder aufgenommen werden.

## Grotrian-Steinweg heute

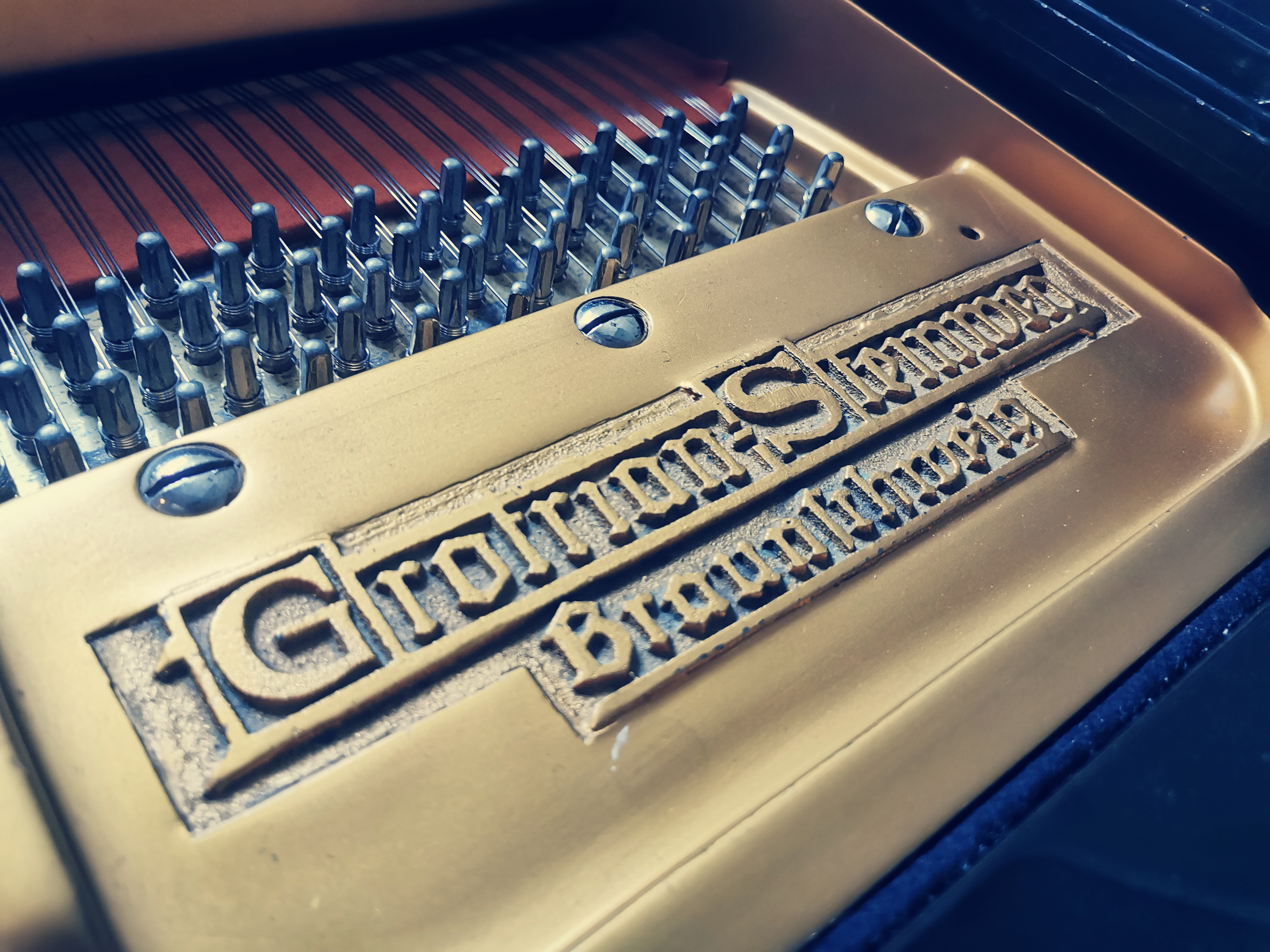
Schriftzug eines 220 cm langen Grotrian-Steinweg-Flügels.

Im Jahr 1974 bezog das Unternehmen zum dritten Mal eine neue Produktionsstätte in der Grotrian-Steinweg-Straße im Norden Braunschweigs direkt an der A2 Richtung Berlin. Die Planung dieser neuen Produktionsstätte erfolgte durch Knut Grotrian-Steinweg, Gesellschafter und Geschäftsführer in 5. Generation bis 1999, der auch Vorsitzender des Fachverbands Deutsche Klavierindustrie in Frankfurt am Main war.
Von 2000 bis 2016 stand der Klavierbauer und Kaufmann Burkhard Stein dem Familienunternehmen Grotrian-Steinweg als Geschäftsführer vor. Schon sein Großvater und Vater waren Klavierbaumeister. Er nahm 1984, zunächst zur Ausbildung zum Klavierbauer, seine Tätigkeit für Grotrian-Steinweg auf. In den Jahren, in denen er die Verantwortung für das Traditionsunternehmen trug, baute er den Vertrieb der Grotrian-Steinweg Instrumente in Asien und den USA erfolgreich aus und internationalisierte unter anderem den 1954 gegründeten Grotrian-Steinweg-Klavierspielwettbewerb.
In dieser Klaviermanufaktur verbindet man seit Anbeginn technischen Fortschritt mit einer über 180-jährigen kunsthandwerklichen Klavierbautradition. Auf insgesamt 10.000 m² werden aus einer Modellpalette von 5 Flügel- und 7 Pianomodellen mit 55 Mitarbeitern rund 520 Instrumente im Jahr gefertigt und in über 70 Länder der Welt exportiert.
Das Unternehmen engagiert sich in verschiedenen kulturellen Bereichen. Viele regionale Veranstaltungen wie das Braunschweig Classix Festival und die Konzerte im Rahmen von Tastentaumel werden direkt oder durch die zeitweise Überlassung von Instrumenten des Braunschweiger Herstellers unterstützt. Die wichtigste Unterstützung für die Kultur sind aber der Bundeswettbewerb Schulpraktisches Klavierspiel Grotrian-Steinweg und der Grotrian-Steinweg Klavierspielwettbewerb.
Mit wirtschaftlicher Wirkung zum 1. April 2015 hat die Parsons Music Group (ein 1986 gegründetes Unternehmen mit Sitz in Hongkong und etwa 5.000 Mitarbeitern, das 2013 auch den ostdeutschen Klavierbauer Wilhelm Steinberg übernommen hatte,) zunächst die Mehrheit der Gesellschaftsanteile des Klavierherstellers Grotrian-Steinweg und per 1. April 2017 alle Gesellschaftsanteile übernommen.
Eine seit 2017 gebaute Zweitlinie der Firma ist nach Friedrich Grotrian benannt. Gehäuse, Rahmen und Besaitung erfolgt in China (Parsons Music Group), der endgültige Zusammenbau in Deutschland. Andere Quellen verorten die Besaitung in Braunschweig; die Mechanik stammt zu großen Teilen von Renner.
Seit 2018 gibt es die Linien Wilhelm Grotrian und Wilhelm Grotrian Studio, die komplett in China gefertigt werden.
2024 meldete das Unternehmen in Braunschweig Insolvenz an, nachdem für die rund 35 Beschäftigten kurz zuvor die Löhne ausgeblieben waren. Indes läuft der Geschäftsbetrieb weiter.

## Grotrian-Steinweg Klavierspielwettbewerb

### Gründung und Entwicklung
1954, nachdem die größten Nachkriegsschäden beseitigt waren, gab ein Wettbewerb im Braunschweiger Kaufhaus Hertie den letzten Anstoß zum Grotrian-Steinweg Klavierspielwettbewerb. Damals konnte das Publikum über Länge und Intensität des Beifalls die Rangfolge und Preisvergabe bestimmen. Deshalb entschloss man sich, einen Klavierspielwettbewerb unter künstlerischen und pädagogischen Aspekten zu konzipieren und mit sachverständigen kompetenten Vertretern der Musikschulen, Privatmusikerzieher, Schulmusiker und Hochschulen durchzuführen. Zu dieser Zeit fanden die Wertungsspiele im Fabrikgebäude Zimmerstraße statt und die Abschlusskonzerte in der Aula der Neuen Oberschule.
Das Ziel war es, Freude am Musizieren zu wecken, Anreize zu bieten und schließlich aus der zunehmenden Zahl der Teilnehmer Spitzenbegabungen zu erkennen und zu fördern.
1968 gab es die ersten Vorgespräche zwischen Eberhard Schmidt, langjährigem Vorsitzenden des Hauptausschusses Jugend musiziert im Deutschen Musikrat und Ehrenpräsident des Landesmusikrates Niedersachsen, Reimar Dahlgrün von der Musikhochschule Hannover und dem Hause Grotrian-Steinweg, um mit den langjährigen Erfahrungen dieses Wettbewerbes als Pilotprojekt auch das Klavier in den jährlichen Wechsel der Instrumentengattungen im Jugend musiziert-Wettbewerb einzubeziehen.
Von dieser Zeit an hat sich für das Klavier als wichtigstes Instrument die Zusammenarbeit zwischen Landesmusikrat und Pianofortefabrikanten bewährt. Während Grotrian-Steinweg in den „geraden“ Jahren mit Jugend musiziert den Regional- und Landeswettbewerb in Braunschweig ausrichtet, wird in den „ungeraden“ Jahren der Grotrian-Steinweg Klavierspielwettbewerb in Braunschweig als nationaler Wettbewerb mit internationaler Beteiligung, nach den Kriterien von Jugend musiziert durchgeführt. Die Schlusskonzerte finden im Staatstheater Braunschweig statt.

#### Bedeutende Juroren und Preisträger
In den über 50 Jahren seines Bestehens haben maßgebende Persönlichkeiten des musikalischen Lebens in Niedersachsen diesen Wettbewerb geprägt.
Namen der ersten Stunde sind unter anderem Karl-Heinz Kämmerling, Hilde Kramm-Walter, Ernst-Lothar von Knorr, Karl Bergemann als Juroren und Pädagogen.
Zu den erfolgreichen Preisträgern zählen Bernd Goetzke, Konstanze Eickhorst, Wolfgang Manz, Julia Goldstein, Martin Dörrie, Stephan Beck, Hans Wilhelm Plate, Kristin Merscher, die heute neben ihrer Konzerttätigkeit vor allem als Dozenten, Professoren, Komponisten und Hochschulrektoren ihre Erfahrungen weitergeben und im ursprünglichen Sinne des Wettbewerbs für eine weitere zeitgerechte Ausdehnung des Musizierens wirken.
In den darauf folgenden Jahren waren weitere junge Pianisten wie Ragna Schirmer, Ilka Schibilak, Steffi Danschacher, Konrad Maria Engel und Lars Vogt Preisträger.

## Innovationen
Zu den teilweise patentierten Entwicklungen des Unternehmens gehören der homogene Resonanzboden, die Sternraste sowie der Duo-Flügel, bei dem zwei Flügel durch spezielle Bauelemente miteinander verbunden, aber auch getrennt gespielt werden können.

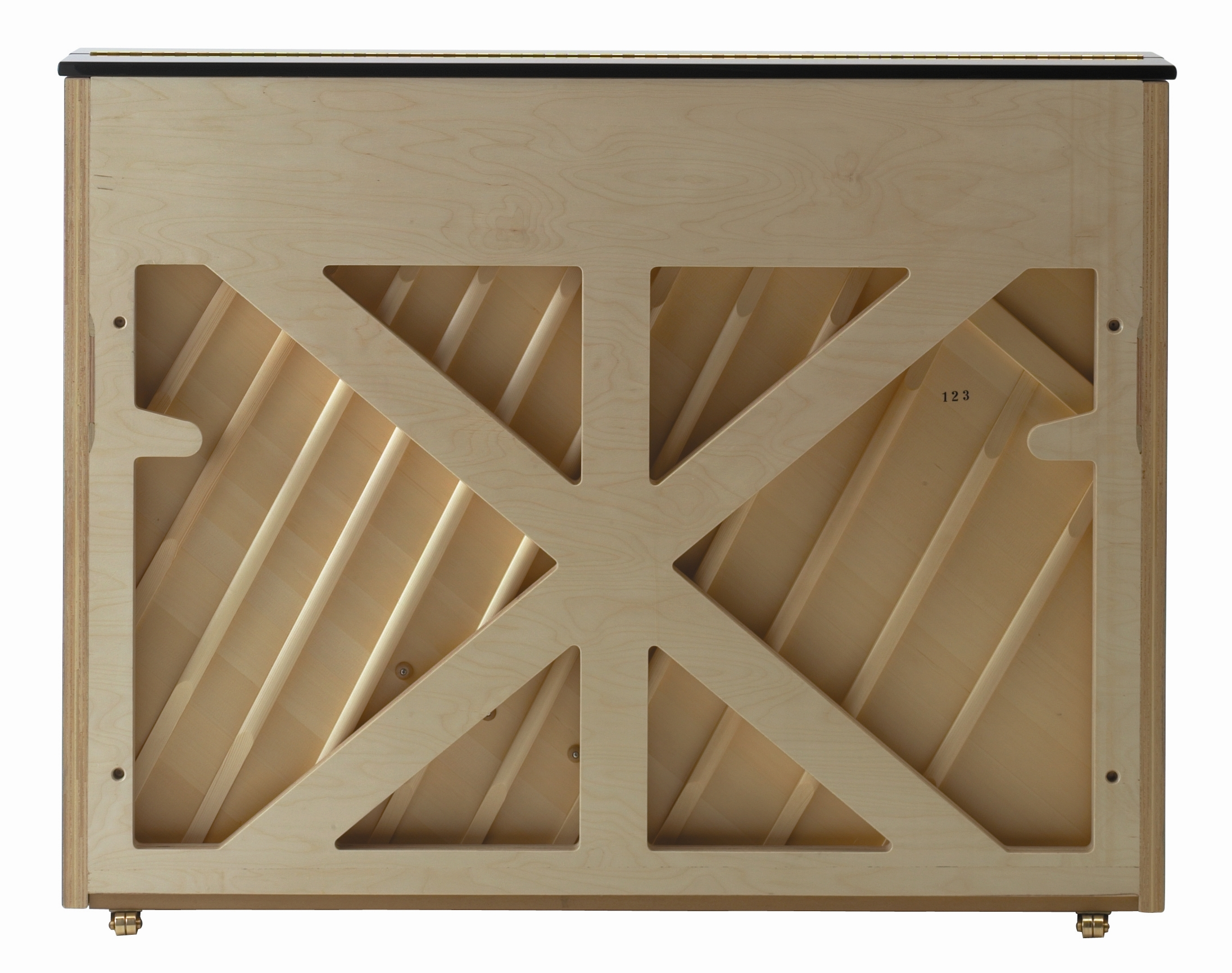
Grotrian-Steinweg Sternraste
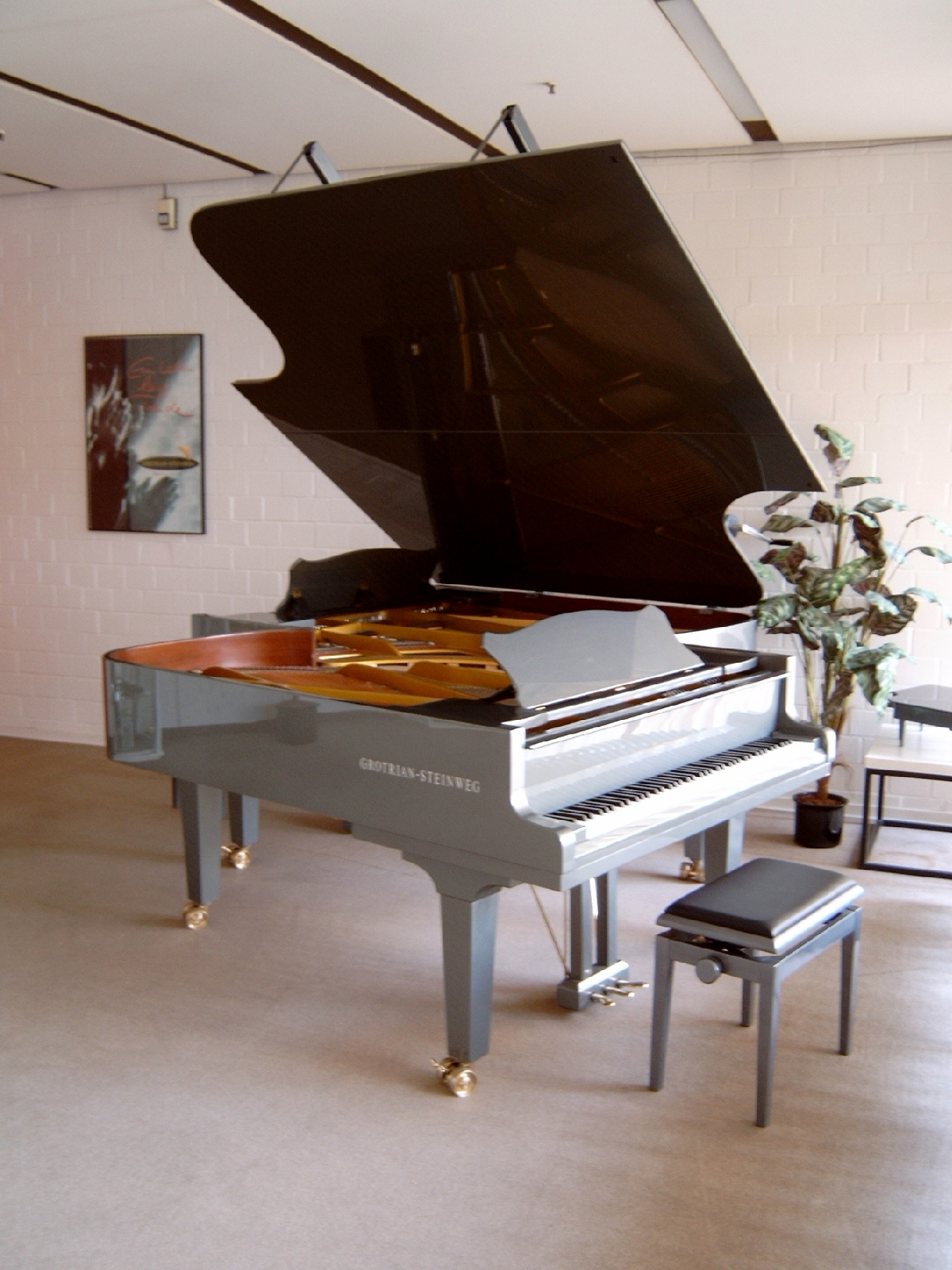
Grotrian-Steinweg Duo-Flügel